# Будинок купця С.Д.Алісова
Будинок купця Алісова — пам'ятка архітектури місцевого значення, один з небагатьох збудованих до Жовтневого перевороту особняків Кременчука, що збереглися до сьогодні.

## Історія
Перші письмові згадки про Крюків (Круків) відносяться до 1659 та 1661 рр., а назву пов’язують з Куруковим озером, біля якого відбулася Куруківська битва 1625 року. 
Дореволюційний Кременчук був забудований в основному одно- і двоповерховими будівлями, зберігаючи садибну забудову і на двох головних вулицях – Херсонській та Катеринославській. Ближче до кінця ХІХ ст. на вул. Херсонській виростають купецькі особняки, що вирізнялися з-поміж міщанських будинків своїми розмірами та оригінальністю архітектури. 
Збудований на Херсонській вулиці в Крюкові (зараз — вулиця Івана Приходька), особняк належав купцю Семену Дмитровичу Алісову. 
Купець, а після 1906 р. міщанин Семен Дмитрович Алісов був членом міської управи, членом комісії по квартирних податках, членом ревізійної комісії Крюківського клубу. Як член міської управи С.Д.Алісов розробив проект збільшення міського асенізаційного обозу (1913 р.); разом із техніком Щелкуновим проводив нагляд за будівництвом міського початкового народного училища на Басейновій площі; у 1916 р. разом з міським архітектором контролював ремонт  міського мосту в районі вул. Ново-Олександрівської (нині вул. Юрія Руфа) біля шкіряного заводу братів Оренштейнів.
Будинок зведений орієнтовно в кінці ХІХ ст. Розташований вздовж вулиці на червоній лінії забудови, навпроти будинку купця Григорія Чуркіна. Відомо, що в 1907 р. частина будинку здавалася в оренду 3-ій поліцейській частині – вочевидь, через погіршення матеріального становища сім’ї Алісових.
Будинок Алісова посідає особливе місце у житловій забудові Крюкова – він став першим двоповерховим будинком. Особняки крюківських заможних людей, серед яких були навіть двоє міських голів – А.Я.Ізюмов та П.В.Гусєв – були одноповерхові. Навіть найрозкішніший особняк Г.Є.Чуркіна був двоповерховим лише частково.
Після революції 1917 р. в будинку Алісова розміщувався районний виконавчий комітет, райком компартії України, комітет комсомолу Крюківського району. В 1928 р. будинок передають під  лікарню –  перший  заклад для надання стаціонарної медичної допомоги мешканцям Крюкова, яка отримала назву Крюківська радянська лікарня № 2: поліклініка та стаціонар на 20 ліжок. Раніше медичну допомогу надавали приватно практикуючі фельдшери, а в складних випадках хворих направляли у Кременчук. 
Є відомості, що під час гітлерівської окупації лікарня працювала. Її штат у 1943 р. нараховував 30 чоловік. Після звільнення 25 листопада 1943 р. Крюкова від нацистських окупантів поліклініка  радянської лікарні № 2 відновила свою роботу вже 1 грудня 1943 р., а стаціонар 25 січня 1944 р. Лікувальний заклад містився тут до 1961 р., коли Друга лікарня отримала приміщення на Раківці. А в будинок Алісова перевели психо-неврологічний диспансер, який діяв тут до 1968 р. Потім будинок використовувався для різних потреб. Тут були паспортний стіл, ЖЕД № 6, відділ Крюківського змішторгу та ін. Відповідно до нових потреб будинок переплановувався та перебудовувався.
Зараз будинок купця Алісова займають приватні організації.

## Опис
Будинок двоповерховий, прямокутний у плані, цегляний, перший поверх тинькований, пофарбований, на невисокому цоколі, з підвалом під частиною будинку. Дах вальмовий, критий шифером, з горищем. На першому поверсі розміщені торгівельні заклади, другий поверх – житловий.
Композиція симетрична. Між першим і другим поверхами горизонтальна тяга із заглибленими фільонками. Головний фасад складається з центрального і двох бокових ризалітів, котрі підкреслені фільончастими пілястрами з капітелями; пілястри завершуються прямокутними аттиками з невисокими чотирикутними башточками. Віконні та дверні прорізи прямокутні, на другому поверсі центрального ризаліту арочне вікно, під ним вхідні двері. На другому поверсі бокових ризалітів вікна з лучковими наличниками, по центру – балкони. 
В процесі тривалого використання у зовнішній вигляд будинку були внесені зміни: на 1 поверсі у лівому боковому ризаліті на місці двох вікон улаштоване одне велике, третє замуроване; у правому боковому ризаліті одне вікно замуроване, на місці іншого улаштовані двері. На бокових фасадах вікна частково замуровані. На тильному фасаді наявні прибудови. Декоративні елементи руйнуються. Об’єкт  втрачає  свою  автентичність,  потребує ремонту та постійного догляду.